# Le Cirque (film, 1936)
Pour les articles homonymes, voir Le Cirque.
Pour plus de détails, voir Fiche technique et Distribution.
Le Cirque (en russe : Цирк) est un film musical soviétique réalisé par Grigori Aleksandrov sorti en 1936,. Le sujet s'inspire de la pièce de théâtre Sous la coupole du cirque coécrite par Ilf et Pétrov et Valentin Kataïev qui signent également le scénario.
Initialement réalisé en noir et blanc le film est colorisé en 2011 par la société Formula Tsveta à la demande de la chaîne de télévision russe Pierviy Kanal.

## Synopsis

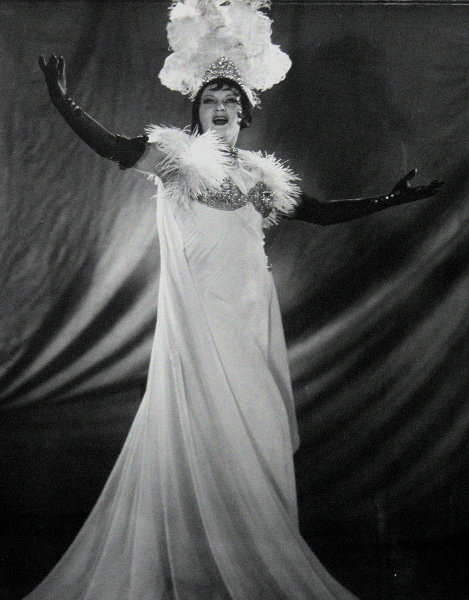
Lioubov Orlova dans le rôle de Marion Dixon.

Au milieu des années 1930, l'actrice de cirque Marion Dixon fuit les États-Unis avec son jeune fils noir. Arrivée en URSS avec une attraction de spectacle originale, elle y trouve des amis et décide de s'y installer définitivement.

## Fiche technique
- Titre : Le Cirque
- Titre original : Tsirk (Цирк)
- Réalisation : Grigori Aleksandrov et Isidor Simkov[3]
- Scénario : Ilf et Pétrov, Valentin Kataïev et Evgueni Petrov[4],[Note 1]
- Direction artistique : Sergueï Loutchichkine (ru), Gueorgui Grivtsov
- Musique originale : Isaac Dounaïevski
- Texte de chansons : Vassili Lebedev-Koumatch
- Photographie : Vladimir Nilsen (ru), Boris Petrov (ru), Boris Aretski (ru)
- Son : Nikolaï Timartsev
- Sociétés de production : Mosfilm
- Pays d'origine : URSS
- Format : Noir et blanc - 1.37 : 1 - Mono - 35 mm
- Genre : film musical, mélodrame
- Durée : 94 minutes
- Langue : russe
- Sortie : 25 mai 1936

## Distribution
- Lioubov Orlova : Marion Dixon, artiste de cirque
- Evguenia Melnikova (ru) : Raetchka, fille du directeur de cirque
- Vladimir Volodine : Ludwig Ossipovitch, directeur de cirque
- Sergueï Stoliarov : Ivan Martynov
- Pavel Massalski : Franz von Kneischiz
- Aleksandr Komissarov (ru) : Chourik Skameïkine, inventeur-amateur
- Fiodor Kourikhine (ru) : capitaine Borneo, dompteur
- Serguei Antimonov (ru) : Monsieur Loyal
- Nikolaï Pavlovski (ru) : Charlie Chaplin
- James Lloydovich Patterson (en) : Jimmy Dixon, fils de Marion
- Pavel Heragua (ru) : spectateur au cirque
- Lev Sverdline : spectateur au cirque
- Solomon Mikhoels : spectateur au cirque
- Vladimir Kandelaki (ru) : spectateur au cirque